# Coupe de Tunisie de football 2015-2016
Navigation
Coupe de Tunisie 2014-2015 Coupe de Tunisie 2016-2017
La coupe de Tunisie de football 2015-2016 est la 59e édition de la coupe de Tunisie depuis 1956 et la 84e au total, une compétition à élimination directe mettant aux prises des centaines de clubs de football amateurs et professionnels à travers la Tunisie. Elle est organisée par la Fédération tunisienne de football.

## Résultats

### 1ertouramateurs
Il est disputé par les 42 clubs de la Ligue III. Ce premier tour est disputé au niveau régional entre les clubs de la même poule. L'Union sportive de Bousalem et l'Union sportive d'Ajim-Jerba sont exclus pour non participation à l’édition précédente.
| Date du match   | Équipe 1                              | Équipe 2                            | Score 90 min | Score Prol. | Tirs au but |
| --------------- | ------------------------------------- | ----------------------------------- | ------------ | ----------- | ----------- |
| 11 octobre 2015 | Dahmani Athlétique Club               | Club medjezien                      | 1-0          |             |             |
| 11 octobre 2015 | Étoile sportive de Radès              | Jeunesse sportive d'El Omrane       | 3-0          |             |             |
| 11 octobre 2015 | Jeunesse sportive de La Soukra        | Safia Sport Ksour                   | 1-0          |             |             |
| 11 octobre 2015 | Vague sportive de Menzel Abderrahmane | Avenir sportif de La Soukra         | 2-1          |             |             |
| 11 octobre 2015 | Club olympique des transports         | Avenir sportif de Mohamedia         | 0-1          |             |             |
| 11 octobre 2015 | Avenir sportif de Soliman             | Stade africain de Menzel Bourguiba  | 3-4          |             |             |
| 11 octobre 2015 | En-Nadi Ahly de Bouhjar               | Club sportif hilalien               | 1-1          | 1-1         | 4-3         |
| 11 octobre 2015 | Enfida Sports                         | Hirondelle sportive de Kalâa Kebira | 2-1          |             |             |
| 11 octobre 2015 | Ennahdha sportive de Jemmal           | Étoile sportive de Béni Khalled     | 1-1          | 1-1         | 4-5         |
| 11 octobre 2015 | Étoile sportive du Fahs               | Espoir sportif de Haffouz           | 1-1          | 1-1         | 11-10       |
| 11 octobre 2015 | Club sportif de Bembla                | Kalâa Sport                         | 1-1          | 1-1         | 4-5         |
| 11 octobre 2015 | Stade nabeulien                       | Aigle sportif de Jilma              | 0-0          | 0-0         | 5-6         |
| 11 octobre 2015 | Club sportif de Makthar               | Club sportif de Hajeb El Ayoun      | 1-0          |             |             |
| 11 octobre 2015 | Croissant sportif de Redeyef          | Club olympique de Médenine          | 1-2          |             |             |
| 11 octobre 2015 | Club sportif de Mdhilla               | La Palme sportive de Tozeur         | 2-4          |             |             |
| 11 octobre 2015 | Étoile sportive de Fériana            | Progrès sportif de Sakiet Eddaïer   | 1-0          |             |             |
| 11 octobre 2015 | Océano Club de Kerkennah              | Stade sportif gafsien               | 1-0          |             |             |
| 11 octobre 2015 | Sporting Club de Moknine              | Croissant sportif chebbien          | 1-1          | 1-2         |             |
| 11 octobre 2015 | Union sportive de Métouia             | Espoir sportif de Jerba Midoun      | 2-0          |             |             |

### 1ertourde Ligue II
Il est disputé par les vingt clubs de la Ligue II. L'Avenir sportif de Gabès est exclu pour non participation à l’édition précédente.
| Date du match    | Équipe 1                         | Équipe 2                        | Score 90 min | Score Prol. | Tirs au but |
| ---------------- | -------------------------------- | ------------------------------- | ------------ | ----------- | ----------- |
| 28 novembre 2015 | STIR sportive de Zarzouna        | Union sportive monastirienne    | 0-0          |             | 3-1         |
| 28 novembre 2015 | El Makarem de Mahdia             | Espoir sportif de Hammam Sousse | 0-0          |             | 6-5         |
| 28 novembre 2015 | Association sportive de l'Ariana | Union sportive de Siliana       | 1-3          |             |             |
| 28 novembre 2015 | Club sportif de Korba            | Union sportive de Sbeïtla       | 3-0          |             |             |
| 28 novembre 2015 | Sporting Club de Ben Arous       | Association sportive de Djerba  | 0-1          |             |             |
| 28 novembre 2015 | Football Club Hammamet           | Grombalia Sports                | 2-0          |             |             |
| 28 novembre 2015 | Stade sportif sfaxien            | Olympique de Béja               | 0-1          |             |             |
| 28 novembre 2015 | Union sportive de Tataouine      | Croissant sportif de M'saken    | 0-0          |             | 1-3         |
| 28 novembre 2015 | Olympique du Kef                 | Sfax railway sport              | 1-1          |             | 3-4         |
|                  | Jendouba Sports                  |                                 | Qualifié     |             |             |

### 2etouramateurs
Il regroupe les 21 clubs qualifiés de Ligue III et 23 clubs représentant les ligues régionales.
| Date du match    | Équipe 1                              | Équipe 2                        | Score 90 min | Score Prol. | Tirs au but |
| ---------------- | ------------------------------------- | ------------------------------- | ------------ | ----------- | ----------- |
| 28 novembre 2015 | Avenir sportif keffois de Barnoussa   | Jeunesse sportive de La Soukra  | 1-1          | 2-1         |             |
| 28 novembre 2015 | Vague sportive de Menzel Abderrahmane | Tinja Sport                     | 3-1          |             |             |
| 28 novembre 2015 | Flèche sportive de Ras Jebel          | Étoile sportive de Radès        | 0-1          |             |             |
| 28 novembre 2015 | Espoir sportif de Bouficha            | Mouldia Manouba                 | 0-0          | 0-0         | 3-2         |
| 28 novembre 2015 | Avenir sportif de Mohamedia           | Dahmani Athlétique Club         | 1-1          | 1-1         | 4-2         |
| 28 novembre 2015 | Stade africain de Menzel Bourguiba    | Football Club temimien          | 6-2          |             |             |
| 28 novembre 2015 | Ettadhamen Sport                      | Avenir sportif d'Oued Ellil     | 0-1          |             |             |
| 28 novembre 2015 | Avenir sportif de Sbikha              | Étoile sportive d'El Jem        | 0-1          |             |             |
| 28 novembre 2015 | Enfida Sports                         | En-Nadi Ahly de Bouhjar         | 0-4          |             |             |
| 28 novembre 2015 | Stade soussien                        | Étoile sportive de Béni Khalled | 2-3          |             |             |
| 28 novembre 2015 | Baâth sportif de Sidi Amor Bouhajla   | Kalâa Sport                     | 0-5          |             |             |
| 28 novembre 2015 | Baâth sportif de Bennane              | Avenir sportif de Rejiche       | 0-0          | 0-0         | 4-2         |
| 28 novembre 2015 | Club sportif de Makthar               | Étoile sportive du Fahs         | 0-1          |             |             |
| 28 novembre 2015 | Chihab sportif de Ouerdanine          | Aigle sportif de Jilma          | 1-1          | 1-1         | 1-2         |
| 28 novembre 2015 | Club sportif de Jebiniana             | Club olympique de Médenine      | 0-0          | 0-0         | 4-3         |
| 28 novembre 2015 | Étoile sportive de Fériana            | La Palme sportive de Tozeur     | 0-1          |             |             |
| 28 novembre 2015 | Flèche sportive de Gafsa-Ksar         | Océano Club de Kerkennah        | 1-0          |             |             |
| 28 novembre 2015 | Croissant sportif chebbien            | Nouhoudh sportif de Mezzouna    | 3-0          |             |             |
| 28 novembre 2015 | Zitouna sportive de Chammakh          | Union sportive de Métouia       | 1-2          |             |             |
| 28 novembre 2015 | Olympique de Gharghar                 | Oasis sportive de Chenini       | 3-1          |             |             |
| 28 novembre 2015 | Union sportive de Ksour Essef         | Jeunesse sportive de Tozeur     | 0-0          |             |             |
| 28 novembre 2015 | Envoi sportif de Regueb               | Wided sportif d'El Hamma        | 1-0          |             |             |

### Troisième tour
Il est disputé par les 22 clubs amateurs qualifiés et par les dix qualifiés de la Ligue II.
| Date du match    | Équipe 1                            | Équipe 2                              | Score 90 min | Score Prol. | Tirs au but |
| ---------------- | ----------------------------------- | ------------------------------------- | ------------ | ----------- | ----------- |
| 19 décembre 2015 | Étoile sportive du Fahs             | Olympique de Gharghar                 | 2-1          |             |             |
| 19 décembre 2015 | Étoile sportive de Radès            | El Makarem de Mahdia                  | 2-0          |             |             |
| 20 décembre 2015 | Envoi sportif de Regueb             | Étoile sportive d'El Jem              | 2-1          |             |             |
| 20 décembre 2015 | Kalâa Sport                         | Espoir sportif de Bouficha            | 5-3          |             |             |
| 19 décembre 2015 | Aigle sportif de Jilma              | STIR sportive de Zarzouna             | 0-0          | 0-0         | 5-6         |
| 20 décembre 2015 | Club sportif de Korba               | En-Nadi Ahly de Bouhjar               | 2-2          | 2-3         |             |
| 20 décembre 2015 | Croissant sportif de M'saken        | Avenir sportif de Mohamedia           | 4-3          |             |             |
| 20 décembre 2015 | Jendouba Sports                     | Vague sportive de Menzel Abderrahmane | 1-0          |             |             |
| 19 décembre 2015 | Club sportif de Jebiniana           | Sfax railway sport                    | 0-1          |             |             |
| 20 décembre 2015 | Flèche sportive de Gafsa-Ksar       | Stade africain de Menzel Bourguiba    | 2-0          |             |             |
| 20 décembre 2015 | Avenir sportif keffois de Barnoussa | Union sportive de Siliana             | 1-2          |             |             |
| 20 décembre 2015 | Baâth sportif de Bennane            | Croissant sportif chebbien            | Reporté      |             |             |
| 20 décembre 2015 | Olympique de Béja                   | Association sportive de Djerba        | 2-0          |             |             |
| 20 décembre 2015 | Avenir sportif d'Oued Ellil         | Union sportive de Métouia             | 0-0          | 2-0         |             |
| 20 décembre 2015 | Union sportive de Ksour Essef       | La Palme sportive de Tozeur           | 0-0          | 0-0         | 7-6         |
| 20 décembre 2015 | Football Club Hammamet              | Étoile sportive de Béni Khalled       | 5-1          |             |             |

### Seizièmes de finale
| Date du match   | Équipe 1                      | Équipe 2                        | Score 90 min | Score Prol. | Tirs au but |
| --------------- | ----------------------------- | ------------------------------- | ------------ | ----------- | ----------- |
| 30 janvier 2016 | Club africain                 | Union sportive de Ben Guerdane  | 2-1          |             |             |
| 30 janvier 2016 | Club sportif sfaxien          | Avenir sportif de La Marsa      | 0-1          |             |             |
| 30 janvier 2016 | Étoile sportive de Radès      | Jeunesse sportive kairouanaise  | 1-1          | 1-1         | 5-6         |
| 30 janvier 2016 | Stade gabésien                | Espérance sportive de Zarzis    | 1-0          |             |             |
| 30 janvier 2016 | Étoile sportive du Fahs       | El Gawafel sportives de Gafsa   | 1-0          |             |             |
| 30 janvier 2016 | Club athlétique bizertin      | Union sportive de Siliana       | 3-0          |             |             |
| 30 janvier 2016 | Olympique de Béja             | Stade tunisien                  | 0-0          | 0-0         | 4-1         |
| 30 janvier 2016 | Union sportive de Ksour Essef | Espérance sportive de Tunis     | 0-4          |             |             |
| 30 janvier 2016 | Flèche sportive de Gafsa-Ksar | Club sportif de Hammam Lif      | 1-0          |             |             |
| 30 janvier 2016 | Étoile sportive du Sahel      | Football Club Hammamet          | 4-2          |             |             |
| 30 janvier 2016 | Croissant sportif de M'saken  | Avenir sportif d'Oued Ellil     | 2-0          |             |             |
| 30 janvier 2016 | STIR sportive de Zarzouna     | En-Nadi Ahly de Bouhjar         | 3-1          |             |             |
| 30 janvier 2016 | Croissant sportif chebbien    | Jendouba Sports                 | 2-0          |             |             |
| 30 janvier 2016 | Kalâa Sport                   | Sfax railway sport              | 2-0          |             |             |
| 30 janvier 2016 | Envoi sportif de Regueb       | Étoile olympique de Sidi Bouzid | 0-3          |             |             |
| -               | Étoile sportive de Métlaoui   | -                               | Qualifié     |             |             |

### Huitièmes de finale
| Date du match  | Équipe 1                      | Équipe 2                        | Score 90 min | Score Prol. | Tirs au but |
| -------------- | ----------------------------- | ------------------------------- | ------------ | ----------- | ----------- |
| 7 février 2016 | Kalâa Sport                   | Club athlétique bizertin        | 0-0          | 0-0         | 4-3         |
| 7 février 2016 | Étoile sportive du Sahel      | Olympique de Béja               | 4-1          |             |             |
| 7 février 2016 | Flèche sportive de Gafsa-Ksar | Espérance sportive de Tunis     | 0-5          |             |             |
| 7 février 2016 | Étoile sportive du Fahs       | Avenir sportif de La Marsa      | 0-3          |             |             |
| 7 février 2016 | Étoile sportive de Métlaoui   | Jeunesse sportive kairouanaise  | 2-1          |             |             |
| 6 février 2016 | Croissant sportif chebbien    | Étoile olympique de Sidi Bouzid | 1-2          |             |             |
| 5 février 2016 | STIR sportive de Zarzouna     | Stade gabésien                  | 1-3          |             |             |
| 6 février 2016 | Croissant sportif de M'saken  | Club africain                   | 0-2          |             |             |

### Quarts de finale
| Date du match | Équipe 1                 | Équipe 2                        | Score 90 min | Score Prol. | Tirs au but |
| ------------- | ------------------------ | ------------------------------- | ------------ | ----------- | ----------- |
| 16 août 2016  | Étoile sportive du Sahel | Espérance sportive de Tunis     | 0-1          |             |             |
| 16 août 2016  | Club africain            | Étoile sportive de Métlaoui     | 2-0          |             |             |
| 16 août 2016  | Stade gabésien           | Étoile olympique de Sidi Bouzid | Forfait      |             |             |
| 16 août 2016  | Kalâa Sport              | Avenir sportif de La Marsa      | 0-4          |             |             |

### Demi-finales
| Date         | Équipe 1                   | Équipe 2                    | Score 90 min | Score Prol. | Tirs au but |
| ------------ | -------------------------- | --------------------------- | ------------ | ----------- | ----------- |
| 20 août 2016 | Avenir sportif de La Marsa | Club africain               | 1-1          | 1-1         | 5-6         |
| 20 août 2016 | Stade gabésien             | Espérance sportive de Tunis | 1-2          |             |             |

### Finale
| Date         | Équipe 1      | Équipe 2                    | Score 90 min | Score Prol. | Tirs au but |
| ------------ | ------------- | --------------------------- | ------------ | ----------- | ----------- |
| 27 août 2016 | Club africain | Espérance sportive de Tunis | 0-2          |             |             |

Les buts sont marqués par Taha Yassine Khenissi et Adem Rejaibi. Le match est arbitré par Haytham Guirat, assisté de Marouene Saâd et Hassen Abdelâal, alors que Sadok Selmi officie en tant que quatrième arbitre.

### Meilleur buteur
Taha Yassine Khenissi (Espérance sportive de Tunis) est le meilleur buteur de l'édition avec cinq buts, devant Walid Mejri (Stade gabésien) qui en marque quatre.